# U-28 (tàu ngầm Đức) (1936)
U-28 là một tàu ngầm tấn công  Lớp Type VII thuộc phân lớp Type VIIA được Hải quân Đức Quốc Xã chế tạo trước Chiến tranh Thế giới thứ hai. Nhập biên chế năm 1936, nó đã thực hiện bảy chuyến tuần tra trong chiến tranh, đánh chìm được 12 tàu buôn cùng một tàu chiến phụ trợ với tổng tải trọng 56.272 gross register tons (GRT) cùng gây hư hại cho hai tàu buôn khác có tổng tải trọng 10.067 GRT. Sau chuyến tuần tra thứ bảy vào tháng 10, 1940, U-28 được rút về làm nhiệm vụ huấn luyện cho các thủy thủ đoàn U-boat tương lai. Nó bị đắm trong một tai nạn vào ngày 17 tháng 3, 1944 và xóa đăng bạ vào ngày 4 tháng 8, 1944.

## Thiết kế và chế tạo

### Thiết kế
Tàu ngầm Type VII được thiết kế căn bản dựa trên những kiểu tàu ngầm của Đế quốc Đức thời Chiến tranh Thế giới thứ nhất. Chúng có trọng lượng choán nước 626 t (616 tấn Anh) khi nổi và 745 t (733 tấn Anh) khi lặn), con tàu có chiều dài chung 64,51 m (211 ft 8 in), lớp vỏ trong chịu áp lực dài 45,50 m (149 ft 3 in), mạn tàu rộng 5,58 m (18 ft 4 in), chiều cao 9,50 m (31 ft 2 in) và mớn nước 4,37 m (14 ft 4 in).
Chúng trang bị hai động cơ diesel MAN M 6 V 40/46 6-xy lanh 4 thì, tổng công suất 2.100–2.310 PS (1.540–1.700 kW; 2.070–2.280 bhp) ở tốc độ vòng quay 470-485 vòng mỗi phút, cho phép đạt tốc độ tối đa 17 kn (31 km/h), và tầm hoạt động tối đa 6.200 nmi (11.500 km) khi đi tốc độ đường trường 10 kn (19 km/h). Khi đi ngầm dưới nước, chúng sử dụng hai động cơ/máy phát điện Brown, Boveri & Cie GG UB 720/8 tổng công suất 750 PS (550 kW; 740 shp). Tốc độ tối đa khi lặn là 8 kn (15 km/h), và tầm hoạt động 95 nmi (176 km) ở tốc độ 4 kn (7,4 km/h).
Vũ khí trang bị có năm ống phóng ngư lôi 53,3 cm (21 in), bao gồm bốn ống trước mũi và một ống phía đuôi, và mang theo tổng cộng 11 quả ngư lôi, hoặc tối đa 22 quả thủy lôi TMA, hoặc 33 quả TMB. Tàu ngầm Type VIIA bố trí một hải pháo 8,8 cm SK C/35 cùng một pháo phòng không 2 cm (0,79 in) trên boong tàu. Thủy thủ đoàn bao gồm 4 sĩ quan và 40-56 thủy thủ.

### Chế tạo
U-28 được đặt hàng vào ngày 1 tháng 4, 1935, rõ ràng là một vi phạm Hiệp ước Versailles do điều khoản cấm Đức sở hữu tàu ngầm. Nó được đặt lườn tại xưởng tàu của hãng AG Weser tại Bremen vào ngày 2 tháng 12, 1935, hạ thủy vào ngày 14 tháng 7, 1936, và nhập biên chế cùng Hải quân Đức Quốc Xã vào ngày 12 tháng 9, 1936 dưới quyền chỉ huy của Hạm trưởng, Thiếu tá Hải quân Wilhelm Ambrosius.

## Lịch sử hoạt động

### Chuyến tuần tra thứ nhất
Dưới quyền chỉ huy của Hạm trưởng, Đại úy Hải quân Günter Kuhnke, U-28 rời Wilhelmshaven vào ngày 19 tháng 8, 1939 cho chuyến tuần tra đầu tiên trong chiến tranh, kéo dài đến ngày 29 tháng 9. Nó đi đến Bắc Hải, rồi băng qua khe GIUK giữa các quần đảo Faroe và Shetland để tiến vào khu vực Đại Tây Dương về phía Tây Ireland. Vào ngày 14 tháng 9, nó đánh chìm tàu buôn Anh Vancouver City (4.955 tấn) tại khu vực eo biển St George's tại tọa độ 51°23′B 7°03′T / 51,383°B 7,05°T.

### Chuyến tuần tra thứ hai
Lại xuất phát từ Wilhelmshaven cho chuyến tuần tra thứ hai từ ngày 8 tháng 11 đến ngày 12 tháng 12, U-28 lặp lại lộ trình cũ ngang qua khe GIUK với nhiệm vụ rải thủy lôi phong tỏa cảng Swansea, Wales. Trên đường đi nó đã đánh chìm tàu chở dầu Hà Lan MV Sliedrecht (5.133 tấn) vào ngày 17 tháng 11 và tàu buôn Anh SS Royston Grange (5.144 tấn) vào ngày 25 tháng 12. Sau đó nó tiến hành rải mìn trước khi quay trở về Wilhelmshaven. Cho dù bãi mìn không phát huy hiệu quả ngay lấp tức, tàu buôn Anh SS Protesilaus (9.577 tấn) đã trúng mìn 60 ngày sau đó và bị tổn thất toàn bộ.

### Chuyến tuần tra thứ ba
Trong chuyến tuần tra thứ ba từ ngày 18 tháng 2 đến ngày 25 tháng 3, 1940, U-28 lại băng qua khe GIUK làm nhiệm vụ rải thủy lôi phong tỏa căn cứ hải quân Portsmouth tại khu vực eo biển Manche. Sau đó nó tiếp tục đánh chìm tàu buôn Hy Lạp P. Margoronis (4.979 tấn) vào ngày 9 tháng 3 và tàu buôn Hà Lan Eulota (6.236 tấn) vào ngày 11 tháng 3 trước khi quay trở về Wilhelmshaven.

### Chuyến tuần tra thứ tư
Tiếp tục khởi hành và kết thúc tại Wilhelmshaven cho chuyến tuần tra thứ tư từ ngày 8 tháng 6 đến ngày 7 tháng 7, U-28 hoạt động tại khu vực Tiếp cận phía Tây. Trong chuyến tuần tra này nó đã lần lượt đánh chìm các tàu buôn Phần Lan Samartia (2.417 tấn) vào ngày 18 tháng 6, tàu buôn Hy Lạp Adamandios Georgandis (3.443 tấn) vào ngày 19 tháng 6, và tàu chiến phụ trợ Anh HMS Prunella (4.443 tấn) vào ngày 21 tháng 6. Sự kiện chiếc tàu buôn trung lập Adamandios Georgandis bị đánh chìm tại tọa độ 43°35′B 11°15′T / 43,583°B 11,25°T đã vấp phải sự phản đối của chính phủ Ireland.

### Chuyến tuần tra thứ năm
Chuyến tuần tra thứ năm kéo dài từ ngày 11 tháng 8 đến ngày 17 tháng 9 trở thành chuyến tuần tra thành công nhất của Đại úy Günter Kuhnke. U-28 khởi hành từ Wilhelmshaven và băng qua khe GIUK để tuần tra về phía Tây Bắc Scotland và Ireland. Nó đã đánh chìm tàu buôn Na Uy Eva (1.599 tấn) vào ngày 27 tháng 8, và tàu buôn Anh Kyno (3.946 tấn) vào ngày hôm sau. Đến ngày 10 tháng 9, nó theo dõi Đoàn tàu OA 210, rồi sang sáng sớm ngày hôm sau đã phóng ngư lôi tấn công, tự nhận đã đánh chìm hai tàu buôn lớn 13.000 GRT mỗi chiếc và gây hư hại cho một tàu chở dầu 10.000 GRT. Khi đi đến căn cứ hoạt động mới Lorient tại Pháp bị chiếm đóng, Kuhnke được tặng thưởng Huân chương Chữ thập Sắt Hiệp sĩ. Thực ra U-28 chỉ đánh chìm tàu buôn Hà Lan Maas (1.966 tấn) và gây hư hại chiếc tàu buôn Anh Harpenden (4.678 tấn) trong ngày 11 tháng 9.

### Chuyến tuần tra thứ sáu
Trong chuyến tuần tra thứ sáu, cũng là chuyến cuối cùng trong chiến tranh, từ ngày 12 tháng 10 đến ngày 15 tháng 11, U-28 chuyển căn cứ từ Lorient, Pháp trở lại Wilhelmshaven. Do hoàn cảnh thời tiết xấu và biển động tại Bắc Hải, nó chỉ gây hư hại cho ciếc tàu buôn Anh SS Matina (5.389 tấn) vào ngày 26 tháng 10, chia sẻ chiến công này cùng tàu ngầm U-31. Vào ngày 13 tháng 11, U-28 đụng độ với một tàu ngầm đối phương không rõ tung tích; nó nghe thấy hai tiếng nổ ở phía đuôi tàu, rõ ràng là do hoạt động của tàu đối phương. Sau khi quay trở về Đức vào ngày 15 tháng 11, chiếc tàu ngầm chuyển sang vai trò huấn luyện. Đại úy Günter Kuhnke chuyển sang chỉ huy chiếc U-125.

### Bị mất
U-28 bị đắm trong một tai nạn tại bến tàu Neustadt vào ngày 17 tháng 3, 1944. Trong một đợt thực hành huấn luyện, chiếc tàu ngầm băng qua bên dưới một tàu chở hàng giả lập như mục tiêu thực hành. Do sĩ quan hạm trưởng học viên không chú ý vị trí cố định của chiếc tàu buôn, nên vụ va chạm khiến tháp chỉ huy bị tách khỏi con tàu và nước tràn vào phòng điều khiển, nhưng các khoang khác đã được đóng kín. Thủy thủ đoàn thoát được nhờ từ từ cân bằng áp suất bên trong tàu và bơi lên mặt biển, nên không có tổn thất nhân mạng. Chiếc tàu ngầm được trục vớt vào tháng 3, 1944, nhưng cuối cùng bị xóa đăng bạ vào ngày 4 tháng 8, 1944. 

### Các "Bầy sói" từng tham gia
U-28 từng tham gia "Bầy sói":
- Prien (12 đến 17 tháng 6, 1940)

### Tóm tắt chiến công
U-28 đã đánh chìm một tàu chiến phụ trợ cùng mười hai tàu buôn đối phương có tổng tải trọng 56.272 GRT. Nó cũng gây hư hại cho hai tàu buôn khác có tổng tải trọng 10.067 GRT:
| Ngày              | Tên tàu               | Quốc tịch              | Tải trọng | Số phận                |
| ----------------- | --------------------- | ---------------------- | --------- | ---------------------- |
| 14 tháng 9, 1939  | Vancouver City        | United Kingdom         | 4.955     | Bị đánh chìm           |
| 17 tháng 11, 1939 | Sliedrecht            | Netherlands            | 5.133     | Bị đánh chìm           |
| 25 tháng 11, 1939 | Royston Grange        | United Kingdom         | 5.144     | Bị đánh chìm           |
| 21 tháng 1, 1940  | Protesilaus           | United Kingdom         | 9.577     | Tổn thất toàn bộ (mìn) |
| 9 tháng 3, 1940   | P. Margoronis         | Greece                 | 4.979     | Bị đánh chìm           |
| 11 tháng 3, 1940  | Eulota                | Netherlands            | 6.236     | Bị đánh chìm           |
| 18 tháng 6, 1940  | Samartia              | Finland                | 2.417     | Bị đánh chìm           |
| 19 tháng 6, 1940  | Adamandios Georgandis | Greece                 | 3.443     | Bị đánh chìm           |
| 21 tháng 6, 1940  | HMS Prunella          | Hải quân Hoàng gia Anh | 4.443     | Bị đánh chìm           |
| 27 tháng 8, 1940  | Eva                   | Norway                 | 1.599     | Bị đánh chìm           |
| 28 tháng 8, 1940  | Kyno                  | United Kingdom         | 3.946     | Bị đánh chìm           |
| 9 tháng 9, 1940   | Mardinian             | United Kingdom         | 2.434     | Bị đánh chìm           |
| 11 tháng 9, 1940  | Harpenden             | Anh Quốc               | 4.678     | Bị hư hại              |
| 11 tháng 9, 1940  | Maas                  | Netherlands            | 1.966     | Bị đánh chìm           |
| 26 tháng 10, 1940 | Matina                | United Kingdom         | 5.389     | Bị hư hại              |